# 图伊
图伊（西班牙語：Tuy）是西班牙加利西亚自治区蓬特韦德拉省的一个市镇。 总面积68平方公里，总人口16.042人（2001年），人口密度236人/平方公里。